# Spitzkofel
Spitzkofel – szczyt w Alpach Gailtalskich, w Alpach Wschodnich. Leży w kraju związkowym Tyrol, a dokładniej we Tyrolu Wschodnim. Jest to drugi pod względem wysokości szczyt Alp Gailtalskich.